# ФК Дъ Ню Сейнтс
ФК Дъ Ню Сейнтс (на английски: The New Saints of Oswestry Town & Llansantffraid Football Club, Дъ Ню Сейнтс ъф Озуъстри анд Лансантфрайд Футбол Клъб; на уелски: Clwb Pêl-droed y Seintiau Newydd, Клуб Пеел-дройд ъ Сейнтиай Неуид, кратка правописна форма ДНС) е уелско-английски футболен клуб, базиран в уелското село Лансантфрайд ъм Мехайн и английския град Озуъстри, намиращо се само на 13 км. разстояние. Играе мачовете си на стадион Парк Хол в Озуъстри и на стадион Рикриейшън Граунд в Лансантфрайд.

## История
Основан през 1959 г. като ФК Лансантфрейд. През 1996 г. сключва спонсорски договор за 250 000 паунда с английската компютърна компания „Тотъл Нетуърк Солюшънс“ от английското градче Озуъстри, собственост на Майк Харис, а името на клуба е променено на Тотал Нетуорк Солюшънс Лансантфрейд Клуб. Клубът сменя името си на ФК Тоутал Нетуърк Сълюшънс (Total Network Solutions F.C., кратка правописна форма ТНС) и така се състезава от (1997 – 2006). През 2006 година спонсорът „Тотъл Нетуърк Солюшънс“ е погълнат от „Бритиш Телеком“, с което отпада и спонсорския договор. Провежда се допитване за ново име. Избрано е Дъ Ню Сейнтс (The New Saints) или съкратено ТНС. То отговаря на претенциите и на „Лансантфрейд“, които винаги са били известни като „светците“ (The Saints), докато в Озуъстри почита Свети Озуълд. Освен това трите букви са еднакви с тази от предишното име – „Тотал Нетуърк Солюшънс“. От 2006 отборът се премества да играе на Парк Хол в Озуъстри – през границата с Англия.

## Предишни имена
| Години      | Име                                                                               |
| ----------- | --------------------------------------------------------------------------------- |
| 1959 – 1996 | „Лансантфрейд“ Llansantffraid F.C.                                                |
| 1996 – 1997 | „Тотъл Нетуърк Солюшънс Лансантфрейд“ Total Network Solutions Llansantffraid F.C. |
| 2003        | сливане с „Озуъстри Таун ФК“ Oswestry Town F.C.                                   |
| 1997 – 2006 | „Тотъл Нетуърк Солюшънс“ Total Network Solutions                                  |
| от 2006     | „Дъ Ню Сейнтс“ The New Saints                                                     |

## Успехи
- Уелска Висша лига:
  -  Шампион (17, рекорд): 1999/2000, 2004/05, 2005/06, 2006/07, 2009/10, 2011/12, 2012/13, 2013/14, 2014/15, 2015/16, 2016/17, 2017/18, 2018/19, 2021/22, 2022/23, 2023/24, 2024/25
  -  Вицешампион (6): 2001/02, 2002/03, 2003/04, 2007/08, 2010/11, 2020/21
  -  Трето място (1): 2008/09
- Купа на Уелс:
  -  Носител (8): 1995/96, 2004/05, 2011/12, 2013/14, 2014/15, 2015/16, 2022/23, 2024/25
  -  Финалист (4): 2000/01, 2003/04, 2016/17, 2023/24
- Купа на лигата:
  -  Носител (10, рекорд): 1994/95, 2005/06, 2008/09, 2009/10, 2010/11, 2014/15, 2015/16, 2016/17, 2023/24, 2024/25
  -  Финалист (1): 2012/13
- Къмри Алианс: (2 ниво)
  -  Победител (1): 1992/93
- FAW Премиър:
  -  Носител (1): 2006/07
- Аматьорска футболна купа:
  -  Носител (1): 1992/93
- Купа на Шропшър:
  -  Носител (1): 2011/12

### Постижения
- Световен рекордьор на „Гинес“' с 27 поредни победи във всички турнири през 2016 г.
- Най-голяма победа над Рил с 10:0 през 2016.
- Най-голямата загуба е от Бари Таун с резултат 0:10 като гост през 1997.

## Участия в европейски турнири

### Шампионска лига
Дебютира в Шампионската лига през сезон 2000 – 2001 г. срещу естонския ФК Левадия Маарду. Пред сезон 2005 – 2006 играе срещу английския ФК Ливърпул. През сезон 2006 – 2007 се среща с финландския МюПа-47. През сезон 2007 – 2008 се среща с латвийския ФК Вентспилс. През сезон 2010 – 2011 отстранява ирландския ФК Боухимиън със загуба 0 – 1 в Дъблин и победа у дома с 4 – 0. В следващия кръг отпада от белгийския РСК Андерлехт с две загуби от 3 – 1 у дома и 3 – 0 в Брюксел.

### Купа на УЕФА
В бившия турнир на УЕФА има общо 5 участия като дебютира през сезон 2001 – 2002 г. Следващите му участия са през сезони 2002 – 2003, 2003 – 2004, 2004 – 2005 и 2008 – 2009 г.

### Лига Европа
Дебютира в Лига Европа през сезон 2009 – 2010 срещу исландския ФК Фрам. През сезон 2010 – 2011 г. след отпадането си от белгийския РСК „Андерлехт“ в турнира за Шампионската лига се среща с българския ПФК ЦСКА. Срещата в София завършва 3 – 0 за ЦСКА, а реванша 2 – 2.